# Back for the First Time
Back for the First Time (englisch für: „zum ersten Mal zurück“) ist das zweite Soloalbum des US-amerikanischen Rappers Ludacris und das erste Album des Musikers, das über ein Major-Label veröffentlicht wurde. Es erschien am 16. Oktober 2000 über die Labels Disturbing tha Peace und Def Jam Recordings.

## Inhalt
Das Album beinhaltet größtenteils Lieder von Ludacris’ Independent-Debütalbum Incognegro. Lediglich die Songs Stick ’Em Up, Southern Hospitality, What’s Your Fantasy Remix und Phat Rabbit waren nicht auf Incognegro enthalten.

## Produktion
Bei dem Album fungierten Ludacris, der selbst drei Lieder sowie zwei Skits produzierte, und Chaka Zulu als ausführende Produzenten. Sechs Songs des Albums wurden von dem Musikproduzent Bangladesh produziert, während Timbaland, The Neptunes, Jermaine Dupri und Organized Noize je ein Instrumental beisteuerten. An einzelnen Titeln waren zudem Fate Wilson, I-20 und Mike Johnson beteiligt.

## Covergestaltung
Das Albumcover ist in Schwarz-weiß gehalten und zeigt Ludacris, der eine Hand auf seinen Kopf legt und den Betrachter anblickt. Im oberen Teil des Bildes befindet sich der rote Schriftzug Ludacris, während der Titel Back for the First Time in Schwarz am linken Bildrand von unten nach oben geschrieben steht.

## Gastbeiträge
Auf acht Liedern des Albums sind neben Ludacris andere Künstler vertreten. So ist die Rapperin Shawnna an den Songs What’s Your Fantasy und What’s Your Fantasy Remix beteiligt, wobei auf letzterem ebenfalls die Rapperinnen Trina und Foxy Brown zu hören sind. Die Tracks 1st & 10 sowie Catch Up sind Kollaborationen mit den Rappern I-20 und Fate Wilson, und bei Stick ’Em Up hat das Rap-Duo UGK einen Gastauftritt. Außerdem arbeitet Ludacris auf Southern Hospitality mit dem Musiker Pharrell Williams zusammen, während er auf Get Off Me von dem Rapper Pastor Troy unterstützt wird. Des Weiteren hat der Rapper 4-Ize einen Gastbeitrag auf dem Song Mouthing Off.

## Titelliste
| #  | Titel                     | Gastmusiker                | Produzent             | Länge |
| -- | ------------------------- | -------------------------- | --------------------- | ----- |
| 1  | U Got a Problem?          |                            | Bangladesh            | 4:55  |
| 2  | Game Got Switched         |                            | Organized Noize       | 4:09  |
| 3  | 1st & 10                  | I-20, Fate Wilson          | Bangladesh            | 3:43  |
| 4  | What’s Your Fantasy       | Shawnna                    | Bangladesh            | 4:35  |
| 5  | Come on Over (Skit)       |                            | Ludacris, I-20        | 1:03  |
| 6  | Hood Stuck                |                            | Ludacris              | 4:21  |
| 7  | Get Off Me                | Pastor Troy                | Jermaine Dupri        | 2:46  |
| 8  | Mouthing Off              | 4-Ize                      | Ludacris              | 3:01  |
| 9  | Stick ’Em Up              | UGK                        | Bangladesh            | 5:05  |
| 10 | Ho (Skit)                 |                            | Ludacris, I-20        | 0:42  |
| 11 | Ho                        |                            | Bangladesh            | 2:50  |
| 12 | Tickets Sold Out (Skit)   |                            | Mike Johnson          | 0:32  |
| 13 | Catch Up                  | I-20, Fate Wilson          | Ludacris, Fate Wilson | 4:14  |
| 14 | Southern Hospitality      | Pharrell                   | The Neptunes          | 5:00  |
| 15 | What’s Your Fantasy Remix | Trina, Shawnna, Foxy Brown | Bangladesh            | 4:36  |
| 16 | Phat Rabbit               |                            | Timbaland             | 4:59  |

## Chartplatzierungen und Singles
Back for the First Time stieg am 4. November 2000 auf Platz 4 in die US-amerikanischen Albumcharts ein und konnte sich insgesamt 55 Wochen in den Top 200 halten. In Deutschland verpasste das Album die Charts.
Als Singles wurden die Lieder What’s Your Fantasy (US #21, 22 Wo.) und Southern Hospitality (US #23, 20 Wo.) ausgekoppelt.

## Verkaufszahlen und Auszeichnungen
| Professionelle Bewertungen | Professionelle Bewertungen |
| -------------------------- | -------------------------- |
| Kritiken                   |                            |
| Quelle                     | Bewertung                  |
| Rolling Stone              | [ 3 ]                      |
| allmusic                   | [ 4 ]                      |
| RapReviews                 | [ 5 ]                      |

Back for the First Time wurde in den Vereinigten Staaten für über 3,1 Millionen verkaufte Einheiten im Jahr 2002 mit 3-fach-Platin ausgezeichnet.

| Land/Region               | Auszeichnungen für Musikverkäufe (Land/Region, Auszeichnung, Verkäufe) | Verkäufe  |
| ------------------------- | ---------------------------------------------------------------------- | --------- |
| Kanada (MC)               | Gold                                                                   | 50.000    |
| Vereinigte Staaten (RIAA) | 3× Platin                                                              | 3.000.000 |
| Insgesamt                 | 1× Gold · 3× Platin ·                                                  | 3.050.000 |

Hauptartikel: Ludacris/Auszeichnungen für Musikverkäufe
Bei den Grammy Awards 2002 wurde Back for the First Time in der Kategorie Best Rap Album nominiert, unterlag jedoch Stankonia von OutKast.